# RTV Visoko
Televizija Visoko nastala je na samom početku rata u Bosni i Hercegovini 1992. godine. Pošto je postojala optička vidljivost predajnika na brdu Kula Banjer i sarajevskog Huma ugrađen je TV Link kao jedina medijska veza ostalih, tada slobodnih dijelova BiH s tada opkoljenim Sarajevom.